# ダイハツ・リーザスパイダー
リーザスパイダー（Leeza spider）は、ダイハツ工業がかつて生産・販売していた軽自動車である。

## 概要
リーザのルーフをカットオフして生まれたオープンカーである。第28回東京モーターショーに参考出品された後、1991年（平成3年）11月に発売された。東京モーターショーでは550 ccエンジンであったが、市販化までの間に軽自動車が新規格化されたため、市販モデルは660 ccで発売された。また、参考出品車は4シーターだったが、市販化の際に2シーターに変更された。オープン化に伴いボディを補強したため、ベースモデルより車重が90 kg増加している。搭載エンジンはターボ仕様のみである。
1993年（平成5年）8月、販売終了。総生産台数は380台。本車の生産終了後、ダイハツの軽オープンカーは2002年（平成14年）7月発売の初代コペンまで約9年間存在しなかった。

## 備考
- 同社のハイゼットデッキバンと同様の生産手法を採っており、半完成状態のリーザの屋根を熟練工が切り取って仕上げた後、改造車として出荷され（当時）、新車登録は検査場への持込となっていた。
- 幌の色は黒のみ、幌窓はビニール溶着であった。
- ダイハツチャレンジカップには安全性の問題からか、（ロールケージをつけても）参加は認められていない。
  - ベース車のリーザ、および、6点式ロールケージを取り付けたコペンは参加可能。